# Zheng Huiming
Zheng Huiming (chinesisch 郑惠明, Pinyin Zhèng Huìmíng, * um 1950) ist eine chinesische Badmintonspielerin.

## Karriere
Zheng Huiming gewann bei den Asienspielen 1974 Gold im Damendoppel mit Liang Qiuxia. Vier Jahre später reichte es noch einmal zu Silber in der gleichen Disziplin, diesmal jedoch mit Qiu Yufang an ihrer Seite. Mit dem Damenteam gewann sie bei derselben Veranstaltung Teamgold. Bei der Badminton-Weltmeisterschaft 1978 erkämpfte sie sich Silber im Doppel mit Qiu Yufang.